# Apostolepis longicaudata
Apostolepis longicaudata — вид змій родини полозових (Colubridae). Ендемік Бразилії.

## Поширення і екологія
Apostolepis longicaudata мешкають в центральній Бразилії, в штаті Токантінс, на півдні Мараньяну і на крайньому заході Піауї. Вони живуть в галерейних лісах і саванах серрадо. Ведуть риючий спосіб життя.